# ツシジノスタット
ツシジノスタット（Tucidinostat）は、中国で開発されたヒストン脱アセチル化酵素阻害薬（HDI）である。開発コードはHBI-8000である。ベンズアミド系のHDIであり、クラスIのHDAC1、HDAC2、HDAC3、およびクラスIIbのHDAC10を阻害する。
ツシジノスタットは、中国FDAで再発・難治性の末梢性T細胞リンパ腫（PTCL）に承認されており、日本では希少疾病用医薬品に指定されている。 日本では、2021年6月に再発・難治性の成人T細胞白血病リンパ腫（ATLL）の治療薬として承認された。
ツキジノスタットは、膵癌の治療薬として研究されているが、治療薬としては承認されていない。

## 効能・効果
- 再発または難治性の成人T細胞白血病リンパ腫[10]

## 副作用
以下の副作用が重大な副作用として知られている。
- 骨髄抑制

血小板減少（78.3%）、好中球減少（52.2%）、白血球減少（43.5%）、貧血（39.1%）、リンパ球減少（8.7%）等
- 間質性肺疾患

間質性肺疾患（4.3%）、肺臓炎等
- 感染症

ニューモシスチス・イロベチイ肺炎（4.3%）、尿路感染（4.3%）等
- 不整脈、QT間隔延長

第一度房室ブロック（4.3%）、動悸（4.3%）、QT間隔延長等

## 参考資料
1. ↑  Lowe, Derek (2015年4月). “China's First Homegrown Pharma.”. Seeking Alpha. 2021年10月5日閲覧。
2. 1 2  “Chipscreen Biosciences Announces CFDA Approval of Chidamide (Epidaza) for PTCLs in China”.   PR Newswire Association LLC. 2021年10月5日閲覧。
3. ↑  “HUYA Bioscience International Grants An Exclusive License For HBI-8000 In Japan And Other Asian Countries To Eisai”.   PR Newswire Association LLC (2016年2月). 2021年10月5日閲覧。
4. ↑  “希少疾病用医薬品の指定取消し及び希少疾病用医薬品の指定について”. 2021年10月5日閲覧。
5. ↑  “Marketing Approval of HBI-8000 (Tucidinostat) for Relapsed or Refractory ATLL Treatment in Japan”. 2021年10月5日閲覧。
6. ↑  “再発または難治性の成人T細胞白血病リンパ腫を適応症とした がん治療薬「ハイヤスタ錠」の製造販売承認取得に関するお知らせ”. 2021年10月5日閲覧。
7. ↑  “Chidamide, a novel histone deacetylase inhibitor, synergistically enhances gemcitabine cytotoxicity in pancreatic cancer cells”. Biochemical and Biophysical Research Communications 434 (1):  95–101. (April 2013). doi:10.1016/j.bbrc.2013.03.059. PMID 23541946.
8. ↑  “HDAC inhibitors still need a home run, despite recent approval”. Nature Reviews. Drug Discovery 14 (4):  225–6. (April 2015). doi:10.1038/nrd4583. PMID 25829268.
9. ↑  Wang, Shirley S. (2015年4月2日). “A New Cancer Drug, Made in China”. The Wall Street Journal 2015年4月13日閲覧。
10. 1 2  “ハイヤスタ錠10mg 添付文書”. www.info.pmda.go.jp. 2021年10月5日閲覧。